# Tab (Monster Magnet)
Pour les articles homonymes, voir Tab.
Albums de Monster Magnet
Monster Magnet
(1990) Spine of God
(1992)
Tab, sorti en 1991, est le deuxième EP du groupe américain Monster Magnet.

## L'album
Cet EP, sorti en Europe en 1991 sur Glitterhouse Records, ne sortira aux États-Unis sur Caroline Records qu'en 1993.

Également appelé 25...Tab ou encore Tab...25. En réalité lorsque le groupe enregistra cet album il changea, pour une obscure raison, de nom pour se renommer Monster Magnet 25. Sur la pochette il est donc inscrit Monster Magnet 25.......Tab ce qui engendra la confusion. Sur le site officiel du groupe l'album est référencé comme Tab.

Dernier album avec Tim Cronin qui fondera quelques années plus tard les Ribeye Brothers avec d'autres membres de Monster Magnet.

Tous les titres ont été composés par Dave Wyndorf.

## Les musiciens
Dave Wyndorf : voix, guitare

Tim Cronin : voix, guitare

John McBain : guitare

Joe Calandra : basse

Jon Kleiman : batterie

## Les titres
| No | Titre    | Durée |
| -- | -------- | ----- |
| 1. | Tab...   | 32:14 |
| 2. | 25       | 12:28 |
| 3. | Longhair | 4:09  |
| 4. | Lord 13  | 3:38  |

## Informations sur le contenu de l'album
- Lord 13 figure sur la bande son du film Beowulf de Graham Baker (1999).